# Lapidarium UAM w Poznaniu

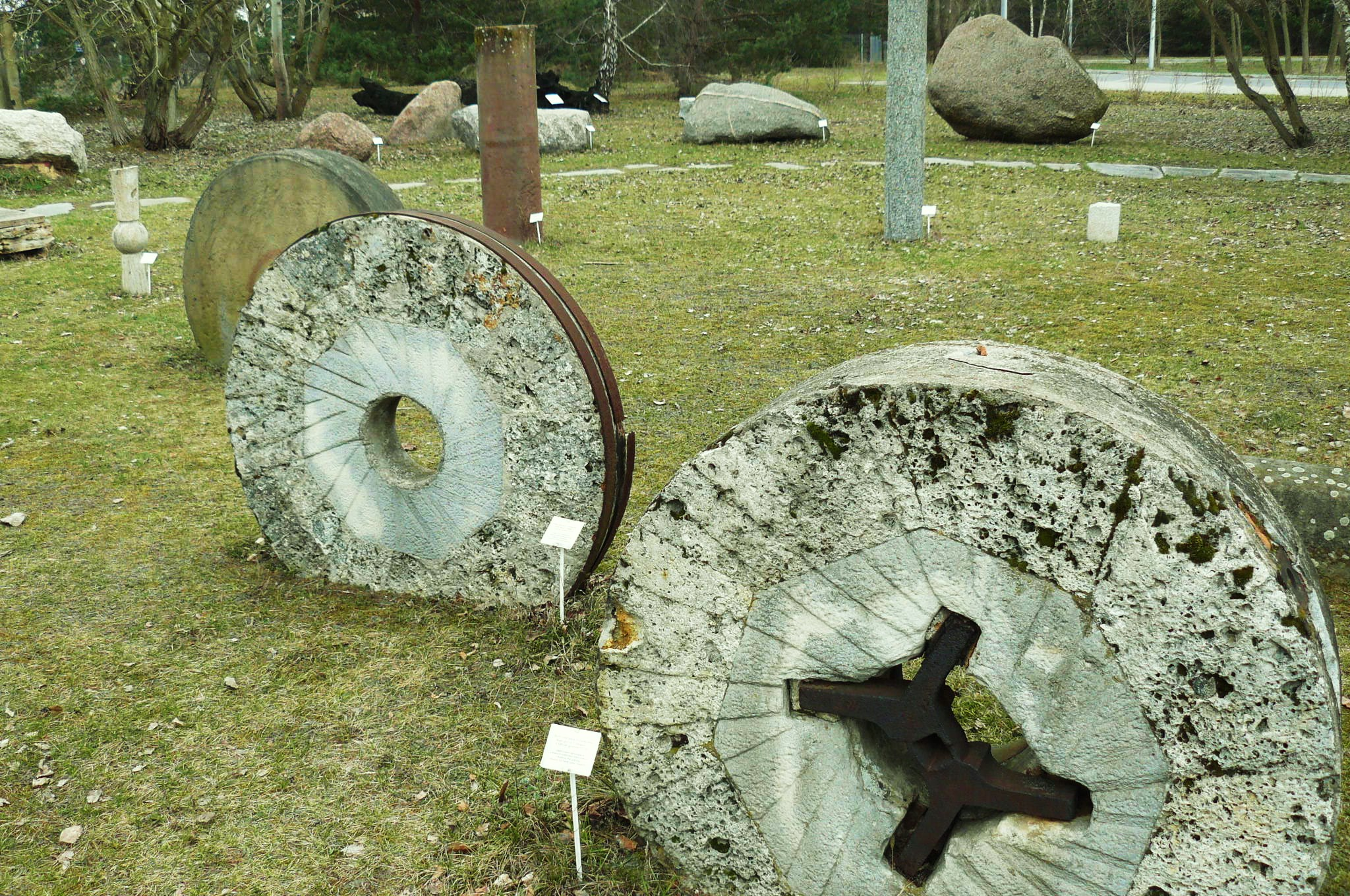
Lapidarium – kamienie młyńskie

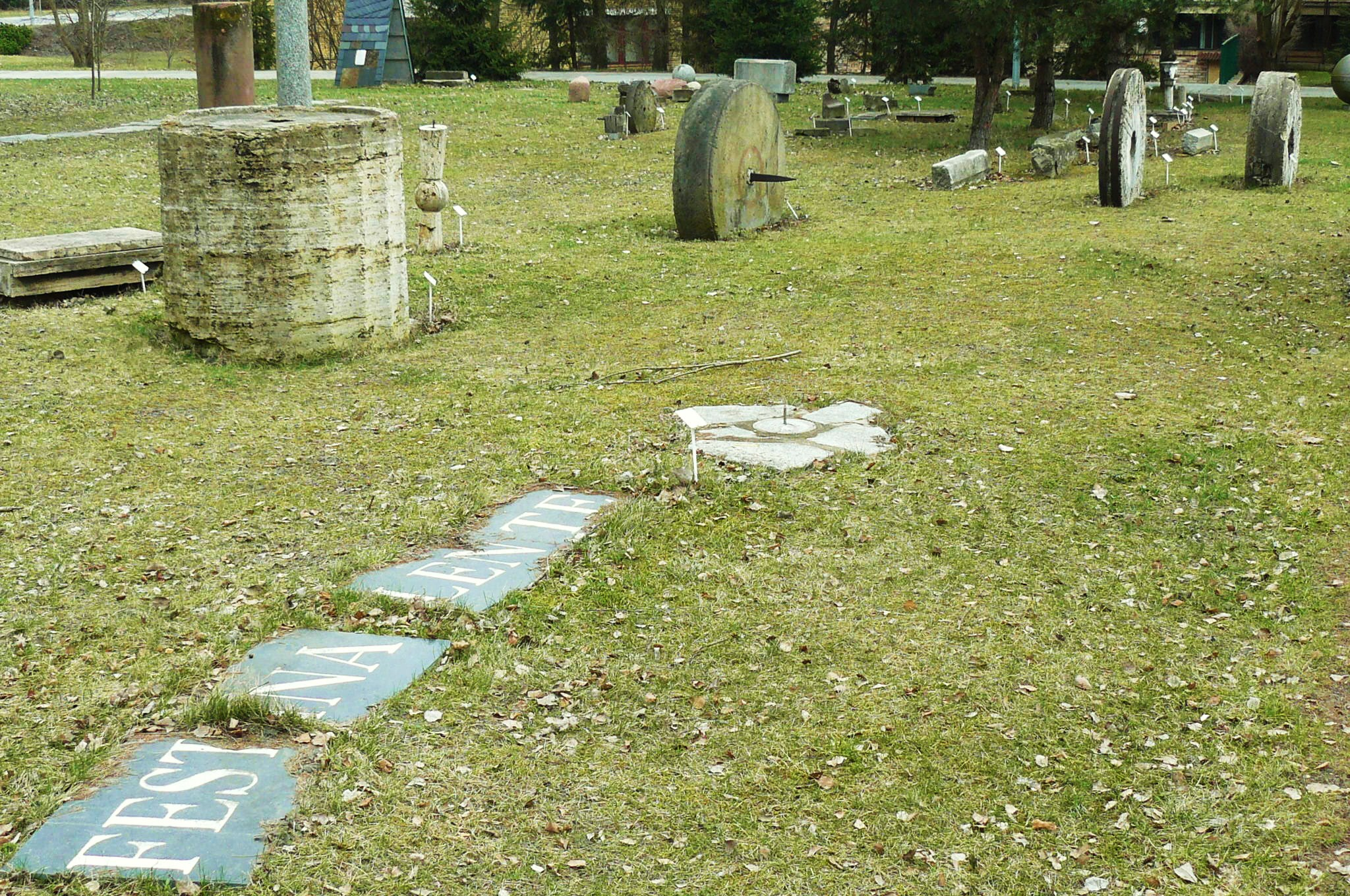
Na pierwszym planie napis Festina lente!, w tle kolumna z poczty przy ul. 23 Lutego w Poznaniu (1943)

Lapidarium UAM w Poznaniu – lapidarium należące do Wydziału Geografii i Geologii UAM w Poznaniu, przy ul. Dzięgielowej (Osiedle Różany Potok). Lapidarium i budynki uniwersyteckie stanowią część Kampusu Morasko. Wstęp bezpłatny.

## Zbiory
Na terenie lapidarium zgromadzono różnorodne obiekty naturalne, jak i przetworzone kulturowo. Do tych pierwszych należą głazy narzutowe (eratyki) i fragmenty skał, a do drugich – różne elementy budynków, pomników, kamienie młyńskie, czy inne obiekty budowlane. Wszystkie z nich zgromadzono przed budynkiem Instytutu Geologii i opisano stosownymi tabliczkami informacyjnymi. W lapidarium znajdują się m.in.:
- głazy i skały:
  - granitognejs – głaz z odkrywki Jóźwin (Kopalnia Węgla Brunatnego Konin),
  - słupy bazaltowe z Janowej Doliny na Wołyniu,
  - czarne dęby z doliny Warty pod Mosiną,
  - granitoid z żyłą kwarcową,
  - graniaki z Wielkopolski,
  - głazy migmatytowe,
  - wapień organodetrytyczny z okolic Konina,
- formy kulturowe:
  - znicz z Pomnika Powstańców Wielkopolskich (niewykorzystany podczas renowacji) – granit z Vangi w Szwecji,
  - fragment neoromańskich balasek z Kościoła św. Floriana w Poznaniu – 1899, marmur z Carrary,
  - elementy ornamentu z Zamku Cesarskiego w Poznaniu z lat 1905–1910, piaskowiec nadłabski i bolesławiecki oraz granit strzegomski,
  - fragmenty wieży Zamku Cesarskiego ze śladami kul karabinowych z 1945,
  - uszkodzony parapet z gabinetu rektora UAM, Collegium Minus, marmur z Austrii, około 1910,
  - fragment zniszczonego w 1919 pomnika Fryderyka III w Poznaniu, stojącego od 1902 na Placu Wolności – granit Vanga, Szwecja,
  - płyta posadzkowa z Kościoła św. Jana Jerozolimskiego w Poznaniu – wapień z Olandii,
  - płyta sterownicza z zakładów Poznańskich Wodociągów i Kanalizacji – wapień Morawica,
  - kolumny, gzymsy i tralki z poczty przy ul. 23 Lutego w Poznaniu, przebudowanej w czasie II wojny światowej (1943) – trawertyn z Bad Crannstadt koło Stuttgartu,
  - słup z budynku w Księginicach koło Kobierzyc – piaskowiec ze Słupca koło Nowej Rudy,
  - słup obory z Księginic,
  - tablica metrykalna z pieca wapienniczego w Przewornie, rozebranego na materiały budowlane w latach 50. XX w., marmur z Przeworna, jednostronnie szlifowany, 1845,
  - kula z granitu strzegomskiego autorstwa H. Walendowskiego o fakturze groszkowej,
  - kamień młyński dolny ze śrutownika – biały krzemień z Basenu Paryskiego (La Ferté sous Jouarre),
  - kamień młyński półotwarty z Księginic – piaskowiec permski z Nowej Rudy,
  - kamień młyński z Obrzycka – piaskowiec z okolic Bolesławca,
  - misa podpompowa z Burgrabic koło Nysy – marmur ze Sławniowic,
  - żłób ze stajni w Burgrabicach – granit z Nadziejowa,
  - tablica z napisem Festina lente (Spiesz się powoli) wykonana ze sjenitu z Przedborowej,
  - 100-letni, ośmioboczny słup przyskarpowy z Poznania (skrzyżowanie ul. 28 Czerwca 1956 i Fiołkowej na Dębcu) – granit strzegomski,
  - kamienie graniczne działów leśnych z gnejsu skandynawskiego,
  - element narożny z Katedry poznańskiej – marmur ze Sławniowic i ordowicki wapień z Olandii, a także inne kamienie z tej świątyni, sprzed jej regotyzacji w latach 1947–1955,
  - kula z granitu wołyńskiego (klesowitu),
  - płaskorzeźba H. Walendowskiego – Mieszko I z 1998 – granit strzegomski,
  - krawężnik granitowy (Strzegom) i piaskowcowy (Brenna),
  - granitowe żarna neolityczne z Gaju Wielkiego koło Poznania.